# Зимна, Марлена
Марлена Зимна (пол.  Marlena Zimna ; 28 октября 1969, Кошалин — 19 марта 2016, Кошалин) — известный польский «высоцковед», литератор, переводчик, журналист, создатель Музея Владимира Высоцкого в Польше.

## Краткая биография
Ещё в школе Марлена начала учить русский язык, к чему побудила её мама, немка по национальности.
Увлечение творчеством Высоцкого началось в 14 лет — но не с песен, а с его стихов, когда на своём письменном столе девочка обнаружила купленный мамой свежий номер журнала «Литература в мире» (1984 год, № 10), на обложке которого был изображён молодой человек с гитарой.
В 1987 году окончила гимназию и, победив на международной олимпиаде по русскому языку в Москве, поступила на филологический факультет МГУ им. М. В. Ломоносова. Там же, отучившись в аспирантуре, защитила диссертацию на соискание учёного звания кандидата филологических наук, под названием «Пути развития русской авторской песни в 50—90-е годы».
Во время учёбы в Москве Марлена посещала места, связанные с Высоцким; а также встречалась с людьми, которые его знали и помнили, в том числе с матерью поэта и второй женой — Людмилой Абрамовой.

## Научные и общественные достижения
По возвращении на родину создала в 1994 году в своей квартире музей Владимира Высоцкого, в котором собрала более 15 000 экспонатов из самых разных стран, при этом принципиально сделав вход бесплатным, объяснив - «мне было бы стыдно перед Володей».
Осуществила проект переводов стихов Владимира Семёновича на 157 языков, с участием 62-х поэтов и переводчиков из 26 стран (в том числе сама выступала в качестве переводчика), написала и опубликовала ряд статей и несколько книг о Высоцком. Четвёртый этап этого проекта продолжился участниками уже после её смерти.
В 2000 году, к годовщине смерти Высоцкого, организовала в Кошалине концерт с участием польских актёров, который был показан по национальному телевидению. Средствами для его организации стали гонорары от книг, а также средства от продажи личных вещей.
Кроме того, Марлена выступила организатором кошалинского фестиваля документальных кинофильмов о Владимире Высоцком (с 2003 года); а также провела 13 фестивалей (при этом обращаясь к зрителям на польском, русском и английском языках); основала Институт Высоцкого.
В результате изысканий Марлены Зимны в архивах Франции, Японии, Болгарии и Польши были найдены редкие записи интервью Высоцкого и спектаклей с его участием. Пани Зимна обнаружила, что, кроме считавшейся последней съёмкой Высоцкого записи трёх песен на Ленинградском телевидении 16 апреля 1980 года, существуют ещё две видеозаписи — польская театральная хроника 26 мая и японская съёмка на Таганке, сделанная в начале июля 1980 года. Также она провела расследование обстоятельств смерти поэта.
Марлена Зимна скончалась 19 марта 2016 года на 47-м году жизни от рака.
По мнению сына Владимира Высоцкого, Никиты, Марлена Зимна внесла значительный вклад в популяризацию творчества поэта во многих странах мира.

### Книги о Высоцком
на русском языке
- Марлена Зимна. Высоцкий — две или три вещи, которые я о нём знаю / Перевод с польского Ген. Осадчего. — Ростов-на-Дону: «Феникс», 2007, 251 с. (серия «Портреты без ретуши»)
- Марлена Зимна. Высоцкий, которого мы потеряли. — Новосибирск: Издательство НГОНБ, 2014, 205 с., ил.; 200 экз.

на польском языке
- Zimna M. Wysocki — dwie lub trzy rzeczy, które o nim wiem. Koszalin: s. n., 1998
- Zimna M. Kto zabíł Wysockíego?. Kraków: KASAM Art., 1999
- Марлена Зимна (Польша) Марк Цыбульский (США). Высоцкий в Бенилюксе — http://v-vysotsky.com/statji/2005/Vysotsky_v_Beniliukse/text.html
- Marlena Zimna. Vysockis. Vienas kitas dalykas, kuriuos apie jį žinau. Vilnius: Gimtasis Žodis, 2008 *Marlena Zimna. Vysickis. Vilnius: Gimtasis žodis, 2008, 2013
- Marlena Zimna. Kas nužudė Vysockį? Vilnius: Gimtasis žodis, 2011

### Статьи о Высоцком
- «Вечные темы и их философско-поэтический анализ в творчестве Высоцкого»
- «Поэзия Высоцкого и Есенина: темы и мотивы. Сходства и различия»
- «Разнородность литературных категорий в поэзии Высоцкого»

### Переводы
- Wysocki W. Polowanie na wilki : wiersze i pieśni w przekł. M. Zimnej. Wyd. 1. Koszalin: PPUH Poligraf, 1994
- Wysocki W. Polowanie na wilki : wiersze i pieśni w przekł. M. Zimnej. Wyd. 2. Koszalin: PPUH Poligraf, 1994
- Wysocki W. Kapryśne konie : wiersze i pieśni w przekł. M. Zimnej. Koszalin: Pracownia introligator.-poligr. «INTRO-DRUK», 1995
- Odejde z usmiechem na twarzy: Tlum. Marlena Zimna by W Odzimierz Wysocki, Marlena Zimna Createspace, 2014
- Vladimir Vysotsky in New Translations. International Poetic Project by Marlena Zimna. Createspace, 2014
- Vladimir Vysotsky in various languages: International poetic project by Marlena Zimna. CreateSpace Independent Publishing Platform, 2015

## Награды
- Почётный знак № 1 «За заслуги в высоцковедении» Международного форума «Владимир Высоцкий — XXI век» (2014, Новосибирск).

## Память
- 28-30 октября 2016 года в Кошалине состоялись дни памяти Марлены Зимны, в которых участвовали представители Германии, Израиля, Ирака, России, Украины, Франции и различных польских городов[10].